# 乔治·P·L·沃克
乔治·P·L·沃克（英語：George Patrick Leonard Walker，1926年3月2日—2005年1月17日）是一位英国地质学家，专攻矿物学和火山学，1975年当选皇家学会会士，1982年获莱尔奖章，1995年获沃拉斯顿奖章。